# USS Oregon (SSN-793)
La USS Oregon è un sottomarino nucleare "hunter-killer". È il 20° sottomarino di classe Virginia, il secondo della variante Block IV. È la quarta nave a portare il nome del 33º stato degli Stati Uniti.

## Costruzione
Il sottomarino è stato varato il 5 ottobre 2019 presso il cantiere navale Electric Boat di General Dynamics a Groton.
Il sottomarino è entrato in servizio il 28 maggio 2022, è assegnato alla Naval Submarine Base di New London a Groton nel Connecticut.